# Дьеур, Михаил Филиппович
Михаил Филиппович Дьеур (1920, Большой Молокиш, Рыбницкий район — 1996) — советский хозяйственный, государственный и политический деятель.

## Биография
Родился в 1920 году в селе Большой Молокиш. Член ВКП(б) с 1942 года. В 1938 г. окончил среднюю школу. Образование высшее — окончил Высшую партийную школу при ЦК КПСС.
В 1938-1986: 
- 1938 паспортист, помощник начальника почтового отделения,
- 1938-1939 инструктор райкома комсомола,
- 1939-1941 курсант Винницкого стрелково-пулеметного училища,
- 1941-1944 участник Великой Отечественной войны, майор, участник обороны Ленинграда (командовал пулемётным взводом в районе Нарвы) и Сталинградской битвы (командовал пулемётной ротой и батальоном),
- 1944-1945 инструктор ЦК Компартии Молдавии
- 1945-1951 секретарь ЦК ЛКСМ Молдавской ССР,
- 1951-1953 ответственный организатор, зам. заведующего отделом партийных, профсоюзных и комсомольских органов ЦК КПМ,
- 1953-1958 секретарь, первый секретарь Теленештского райкома КПМ,
- 1958-1960 председатель Комиссии советского контроля Совмина МССР,
- 1960-1966 председатель Кишинёвского горисполкома,
- 1966-1970 первый секретарь Кишиневского горкома КП Молдавской ССР,
- 1970-1986 заведующий отделом административных органов ЦК КП Молдавской ССР.

Избирался депутатом Совета Национальностей Верховного Совета СССР 6-го, 7-го, 8-го созывов от Молдавской ССР.
Умер в 1996 году.

## Награды
- Орден Красной Звезды (14 октября 1943)
- Орден Отечественной войны II степени (2 июня 1944)
- Орден Красной Звезды (18 октября 1944)
- Медаль «За победу над Германией» (9 мая 1945)
- Орден Отечественной войны I степени
- Медаль «За оборону Сталинграда»
- Медаль «За оборону Ленинграда»